# グレミオ・カタンドゥヴェンセ・ジ・フチボウ
グレミオ・カタンドゥヴェンセ・ジ・フチボウ (ポルトガル語: Grêmio Catanduvense de Futebol) 、通称カタンドゥヴェンセ (Catanduvense) は、ブラジル・サンパウロ州カタンドゥーヴァを本拠地とするサッカークラブである。
1999年3月8日に創設され、2006年のカンピオナート・パウリスタ・セグンダジヴィゾン（4部相当）では2位に入っている。

## スタジアム
ホームゲームはエスタジオ・ムニシパル・シウヴィオ・サレスで開催される。収容人数は16,444人である。

## 歴代所属選手
- 川又堅碁 2010
- ジニーニョ 2011
- レアンドロ・ラブ 2016